# USIA
USIA (УСИА, Abk. von russisch Управление советским имуществом в Австрии / Uprawljenje Sowjetskim Imuschtschjestwom w Awstrii, Verwaltung des sowjetischen Eigentums in Österreich) war in der sowjetischen Besatzungszone in Österreich von 1946 bis 1955 ein Verbund von mehr als 300 Unternehmen, die von der Sowjetunion als ehemaliges Eigentum des Deutschen Reiches beschlagnahmt worden waren. Die USIA wurde von sowjetischen Stellen geleitet und hatte sich nach den Vorgaben der sowjetischen Staatsführung zu richten. Die erwirtschafteten Gewinne kamen der Besatzungsmacht zugute. Grundlage hierfür waren die Potsdamer Beschlüsse, welche es den Besatzungsmächten erlaubten, in der ihnen zugeteilten Zone Reparationen einzuheben. Bei USIA-Betrieben waren über 53.000 Menschen beschäftigt.

## Geschichte der USIA

### Leitung durch die sowjetische Besatzungsmacht

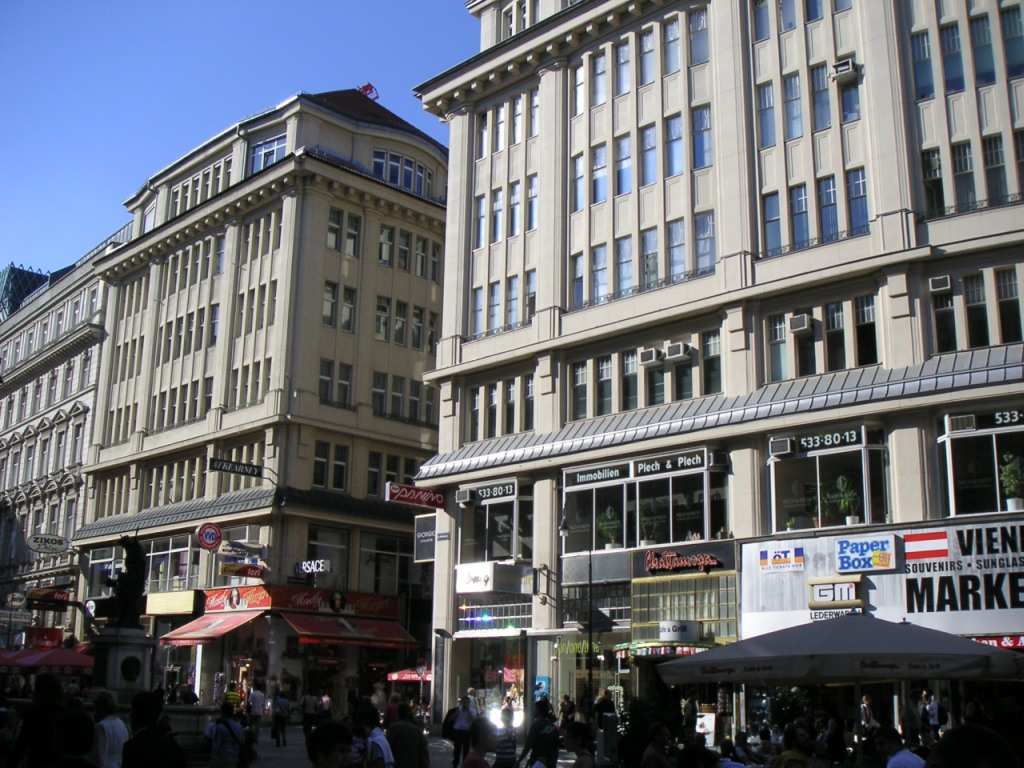
Trattnerhof in Wien (2005)

Der USIA-Konzern wurde 1946 als USIWA („Uprawlenje Sowjetskim Imuschestwom w Awstrij“ = Verwaltung des sowjetischen Vermögens in Österreich) gegründet. Das Unternehmen wurde vom Wiener Trattnerhof aus geleitet. Am Schwarzenbergplatz war das Kaufmännische Zentralbüro für den Geschäftsbetrieb mit dritten Parteien eingerichtet. Die USIA hatte sich nach den Vorgaben der sowjetischen Staatsführung zu richten, wurde ansonsten aber durchaus nach marktwirtschaftlichen Grundsätzen geführt. Die Firmen in der USIA waren dem Einfluss Österreichs entzogen; die sowjetische Besatzungsmacht gestattete Außenstehenden keinen Einblick.
Die Behandlung der USIA-Betriebe lief im Ergebnis darauf hinaus, möglichst hohe Einnahmen mit ihnen zu erzielen. Die Unternehmensgewinne wurden durch die Sowjetische Militärbank einbehalten. Die Steuern wurden (nach österreichischen Steuersätzen) an die sowjetische Verwaltung entrichtet. Darlehen erhielten die Betriebe durch die Sowjetische Militärbank zu Zinssätzen von bis zu 20 %.

### Betriebe im USIA-Konzern
Zur USIA gehörten erhebliche Teile der Schlüsselindustrien Ostösterreichs, unter anderem die folgenden Betriebe:
- Betriebe der Deutschen Erd- und Steinwerke GmbH Berlin (DEST) im Umfeld der ehemaligen Konzentrationslager Gusen und Mauthausen
- die Lokomotivfabrik Floridsdorf
- die Österreichische Automobil Fabriks-AG
- die Österreichische Brown, Boveri Werke
- die AEG-Union
- die Osram Österreichische Glühlampenfabrik Ges.m.b.H.
- die Allgemeine Baugesellschaft – A. Porr AG
- die Glanzstoff-Fabrik St. Pölten AG
- die Rax-Werk Ges.m.b.H. in Wiener Neustadt
- die Voith in St. Pölten
- Jos. Heiser (vorm.  J. Winters Sohn), heute Worthington Cylinders in Gaming (Nahtlose Hochdruck-Stahlflaschen)
- Waagner-Biro in Wien-Stadlau
- die St. Egydyer Eisen- und Stahlindustriegesellschaft in St. Aegyd am Neuwalde
- die Brunner Glasfabrik in Brunn am Gebirge
- die Schnellpressenfabrik Koenig & Bauer Aktiengesellschaft in Maria Enzersdorf
- die Rosenhügel-Filmstudios – diese wurden als Wien-Film am Rosenhügel weiter betrieben

sowie das Wiener Dianabad und weitere Kleinbetriebe, Gasthäuser und Handwerkerbetriebe

### Bedeutung für die Bevölkerung und die Beschäftigten
Bei den USIA-Betrieben waren über 53.000 Personen beschäftigt. Die USIA bezahlte ihre Angestellten gut und kam Betriebsräten oft weit entgegen. An Standorten der USIA-Betriebe war die KPÖ überdurchschnittlich präsent.
Die USIA-Betriebe waren Zentren des Oktoberstreiks 1950. Es kam dabei aber auch zu Konflikten mit der Betriebsleitung, da sich die Ausstände negativ auf das Betriebsergebnis auswirkten. Nach den Oktoberstreiks bekamen hunderte Kommunisten, die in ihren Betrieben entlassen worden waren und meist nur noch in den USIA-Betrieben Arbeit finden konnten, in diesen eine Anstellung.
Ferner waren die USIA-Betriebe beliebte Anlaufpunkte für die österreichische Bevölkerung, da die Preise vieler Bedarfsgüter des täglichen Lebens in den USIA-Läden erheblich unter dem Preis lagen, der am freien Markt verlangt wurde.
Ein typisches Merkmal von Orten mit USIA-Betrieben war – auch noch lange nach dem Abzug der sowjetischen Truppen – das Vorhandensein von Betriebskindergärten zu Zeiten, als Kindergärten in Österreich noch dünn gesät waren.

### Folgen für die Betriebe
Nicht wenige der in der USIA-Leitung eingesetzten sowjetischen Manager sahen sich in einem ständigen Zwiespalt zwischen den finanziellen und Sachforderungen ihrer Vorgesetzten einerseits und der drohenden Insolvenz andererseits. Es mangelte an Reinvestitionen in die Betriebe sowie an Rationalisierungen und Modernisierungen. Zum Zeitpunkt der Rückgabe der USIA-Betriebe an Österreich lagen diese in Folge einer auf Gewinnmaximierung ausgelegten Unternehmenspolitik – teils insolvenzreif – hinter der übrigen österreichischen Wirtschaft zurück.

### Auswirkungen auf die österreichische Wirtschaft

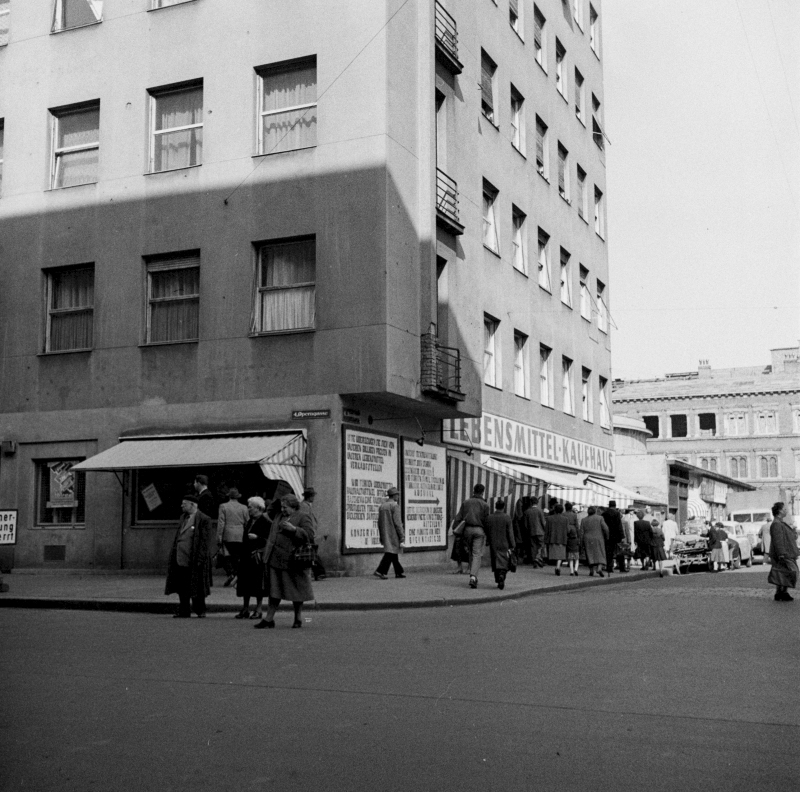
USIA-Läden im Wiener Porrhaus, Ecke Resselgasse / Operngasse (Mai 1955)

Durch die deutlich unter dem Markt liegenden Preise in den USIA-Läden übten diese einen starken Wettbewerbsdruck auf die anderen Einzelhandelsläden der freien Wirtschaft aus. Die niedrigen Preise wurden dadurch ermöglicht, dass die USIA-Läden an österreichische Vorschriften wie die Gewerbeordnung oder die Ladenschlusszeitenregelung nicht gebunden waren und keine Zollabgaben, Umsatzsteuer und Verbrauchsteuern abzuführen hatten. Zu sehr günstigen Preisen wurden in den USIA-Läden in den fünfziger Jahren selbst relative Luxusgüter wie Nylonstrümpfe und Schweizer Uhren angeboten.
Mit Hilfe von Reimport von im kommunistischen Ausland umdeklarierter Ware konnte die sowjetische Verwaltung nochmals einen deutlichen Gewinn erzielen. Auch wurden USIA-Wirtschaftsgüter wie Spirituosen und Tabakwaren auf illegalem Wege in LKWs mit sowjetischem Kennzeichen – die zu kontrollieren österreichischen Behörden untersagt war – in den Schwarzmarkt überführt.
Die Preispolitik der USIA wurde als freundschaftliche Aktion der Sowjetunion für das österreichische Volk dargestellt, das den angeblich überteuerten Preisen des kapitalistischen freien Marktes nun nicht mehr ausgeliefert sei. Ebenso wurde auf die großzügige Lohnpolitik der USIA hingewiesen. Nachteilige Erscheinungen für die freie Wirtschaft und der organisierte Schmuggel wurden dagegen als Symptome des verrotteten westlichen Systems hingestellt.

### Ende der sowjetischen Verwaltung der USIA 1955
Die Frage der Ablöse der USIA-Betriebe gegenüber der UdSSR war lange Zeit ein Hindernis für den Abschluss des Staatsvertrags zwischen der UdSSR und Österreich. Erst bei den Gesprächen in Moskau vom 12. bis 15. April 1955, die den entscheidenden Durchbruch zum Staatsvertrag vom 15. Mai brachten, wurde eine Einigung erzielt. Die UdSSR übertrugen das in ihrem Besitz befindliche ehemalige „Deutsche Eigentum“ gegen folgende Ablöseleistungen an Österreich: alle Rechte am Erdölkomplex gegen eine Lieferung von 10 Mio. Tonnen Rohöl (später auf 6 Mio. Tonnen Rohöl herabgesetzt) (Wert: 200 Millionen US-Dollar); den DDSG-Besitz im östlichen Österreich gegen 2 Mio. US-Dollar; für das übrige ehemalige „Deutsche Eigentum“ wurde eine innerhalb von sechs Jahren zu zahlende Ablösesumme von 150 Mio. US-Dollar festgelegt.
Viele der ehemaligen USIA-Betriebe wurden nach ihrer Rückgabe an Österreich verstaatlicht. Nach dem österreichischen Staatsvertrag 1955 zählte man bei der USIA etwa 25.000 Arbeiter und 4.000 Angestellte, was über ein Viertel der niederösterreichischen Industriearbeitsplätze darstellte. Die wichtigsten Sektoren waren Maschinen-, Stahl- und Eisenbau, Gießerei, Bergbau, Eisenerzeugende Industrie, Lederverarbeitung, Glas- und Metallindustrie.

## Andere sowjetisch kontrollierte Betriebe in Österreich
Ebenfalls unter sowjetische Kontrolle – jedoch nicht im Rahmen der USIA – kamen durch den so genannten Befehl Nr. 17 von Generaloberst Wladimir Kurassow die Sowjetische Mineralölverwaltung (heute OMV AG), mit ca. 7.800 Beschäftigten und die Donaudampfschifffahrtsgesellschaft mit ca. 1.600 Beschäftigten.